# Akiko Shikata
Akiko Shikata (志方あきこ, Shikata Akiko) est une compositrice et chanteuse japonaise née le 7 janvier 1976 à Tokyo au Japon. Elle est actuellement liée par un contrat avec les labels Frontier Works et Avex Trax. Elle est notamment connue pour sa participation aux bandes sons des séries Ar tonelico et Shadow Hearts.

## Discographie

### Soundtrack Albums
1. Hanakisou Soundtracks ~director's cut~ (花帰葬 SOUNDTRACKS?) (28 décembre 2003)
2. "Hoshiyomi" ~Ar_tonelico hymmnos concert Side. Ao~ (「星詠～ホシヨミ」～Ar_tonelico hymmnos concert Side. 蒼～?) (avec Ishibashi Yuko) (25 janvier 2006)
3. Hanakisou Symphony (花帰葬交響?) (30 mars 2007)
4. "Mio" ~Ar_tonelico 2 hymmnos concert Side. Ao~ (「澪～ミオ」～Ar_tonelico 2 hymmnos concert Side. 蒼～?) (24 octobre 2007)
5. Istoria ~Musa~ (29 décembre 2007) (collaboration avec musiciens d'OST)
6. Kara*Cola ~Hymmnos Orgel Collection~ (25 août 2008)